# Vétraz-Monthoux
Vétraz-Monthoux é uma comuna francesa na região administrativa de Auvérnia-Ródano-Alpes, no departamento de Alta Saboia. Estende-se por uma área de 7,11 km². Em 2010 a comuna tinha 9 234 habitantes (densidade: 1 298,7 hab./km²).